# Naissance en 1975
Naissance
- 1971
- 1972
- 1973
- 1974
- 1975
- 1976
- 1977
- 1978
- 1979

Les naissances en 1975 concernent les personnalités nées entre le 1er janvier et le 31 décembre 1975.

## Janvier
- 1er janvier : 
  - Eiichirō Oda, mangaka japonais.

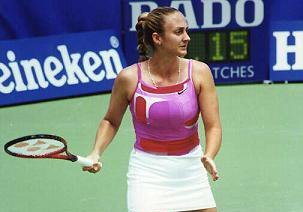
Mary Pierce, née le.

  - Elsa Brants, auteur de bande dessinée française.
  - Lee Won-jong, acteur sud-coréen.
- 2 janvier : Dax Shepard, acteur américain.
- 3 janvier : 
  - Danica McKellar, actrice, productrice, réalisatrice et scénariste américaine.
  - Thomas Bangalter, membre des Daft Punk.
- 4 janvier : Judith Siboni, actrice française († 30 mars 2021).
- 5 janvier : Bradley Cooper, acteur américain.
- 6 janvier : Vincent Niclo, ténor français.
- 9 janvier : Michael Stuart, est un chanteur de salsa et un acteur américain d'origine portoricaine.
- 13 janvier : Marina Granovskaia, dirigeante russo-canadienne de football.
- 14 janvier : 
  - Jordan Ladd, actrice américaine.
  - Ricardo López, agent de désinsectisation américano-uruguayen ayant tenter d'assassiner la chanteuse Björk († 12 septembre 1996).
  - Taylor Hayes, actrice pornographique américaine.
  - Denis Christel Sassou Nguesso, homme politique congolais.
- 15 janvier : 
  - Mary Pierce, joueuse de tennis franco-américano-canadienne.
  - Sophie Wilmès, femme politique belge, Première ministre de 2019 à 2020.
- 17 janvier : Coco Lee, actrice sino-américaine († 5 juillet 2023).
- 22 janvier : Balthazar Getty, acteur américain.
- 27 janvier : Caroline Vigneaux, ancienne avocate, humoriste et actrice française.

## Février
- 1er février : Boulet, auteur français de BD.
- 4 février : Natalie Imbruglia, chanteuse et actrice australienne.
- 7 février : 
  - Emily Loizeau, chanteuse française.
  - Rémi Gaillard, comique français.
- 14 février : 
  - Eugenio de Mora, matador espagnol.
  - Malik Zidi, acteur français.
  - Lalla Malika Issoufou, Première dame du Niger de 2011 à 2021.
- 17 février : Khaled Alkhani, peintre syrien.
- 18 février : Igor Dodon, président de Moldavie de 2016 à 2020.
- 19 février : 
  - Javier Conde, matador espagnol.
  - Katja Schuurman, actrice néerlandaise.
- 20 février : Brian Littrell, chanteur américain.
- 21 février : Staffan Olsson dit Bosson, chanteur suédois.
- 22 février : Drew Barrymore, actrice, productrice, autrice, réalisatrice, animatrice de télévision et femme d'affaires américaine.
- 25 février : Chelsea Handler, actrice, humoriste et animatrice de télévision américaine.
- 26 février :
  - Vanina Ickx, pilote automobile belge et fille de Jacky Ickx.
  - Virginie Hocq, humoriste et comédienne belge.
- 27 février : Max, footballeur brésilien († 26 juillet 2017).

## Mars
- 2 mars : 
  - Moussa Mara, homme politique malien.
  - Lee Sun-kyun, acteur sud-coréen († 27 décembre 2023).
- 3 mars : Thorunn Egilsdottir, chanteuse, actrice et animatrice de télévision et radio luxembourgeoise
- 6 mars :
  - Yannick Nézet-Séguin, chef d'orchestre canadien.
  - Ra Mi-ran, actrice sud-coréenne.
- 11 mars : Arnaud Tsamere, humoriste français.
- 12 mars : Vanessa de Oliveira, écrivaine brésilienne.
- 14 mars :
  - Abd al Malik, rappeur français.
  - David Cañada, coureur cycliste espagnol († 28 mai 2016).
- 15 mars : 
  - Eva Longoria, actrice américaine.
  - Abir Moussi, avocate et femme politique tunisienne.
  - will.i.am, rappeur, compositeur et producteur américain, membre des Black Eyed Peas.
- 17 mars : Andrew Martin, catcheur.
- 18 mars : 
  - Laeticia Hallyday, personnalité médiatique française veuve de Johnny Hallyday.
  - Sutton Foster, actrice, chanteuse, et danseuse américaine.
- 19 mars : Guiorgui Gakharia, homme politique géorgien.
- 21 mars :
  - Chris Esquerre, humoriste, animateur de radio et acteur français.
  - Justin Pierce, acteur britannico-américain († 10 juillet 2000).
- 22 mars : 
  - Anne Dudek, actrice américaine.
  - Karyn Dwyer, actrice canadienne († 25 septembre 2018).
  - Mohamed Ziane, est un footballeur algérien.
- 24 mars : 
  - Thomas Johansson, joueur de tennis suédois.
  - Ganira Pachayeva, femme politique azérie († 28 septembre 2023).
  - Frédérique Bel, actrice, animatrice et mannequin français.
- 26 mars : 
  - Freya Van den Bossche, femme politique flamande.
  - Cyril Mennegun, cinéaste français.
- 27 mars : 
  - Fergie, chanteuse américaine, ancienne membre des Black Eyed Peas.
  - Tamara Moyzes, artiste politique, conservatrice et documentariste israélo-slovaque.
- 29 mars : Yannick Renier, acteur belge.
- 30 mars : Bahar Soomekh, actrice iranienne.
- 31 mars : Sébastien Josse, skipper et navigateur français

## Avril
- 1er avril : John Butler, musicien australien.
- 2 avril :
  - Nate Huffman, joueur de basket-ball américain († 15 octobre 2015).
  - Adam Rodríguez, acteur américain.
  - Pedro Pascal, acteur chilien.
- 6 avril : Zach Braff, acteur, réalisateur, scénariste et producteur américain.
- 7 avril : Miklós Lendvai, footballeur hongrois († 20 février 2023).
- 11 avril : Walid Soliman, écrivain tunisien.
- 12 avril :
  - Silje Karine Muotka, femme politique same norvégienne.
  - Laurent Wauquiez, homme politique français.
- 13 avril : Lou Bega, chanteur allemand.
- 14 avril : Veronika Zemanová, mannequin de charme tchèque.
- 15 avril : Natacha Polony, journaliste et essayiste française.
- 21 avril : Pedro Winter, DJ et compositeur-producteur français de musique électronique.
- 22 avril : Greg Moore, pilote de course canadien († 31 octobre 1999).
- 23 avril : Margien van Doesen, actrice néerlandaise.
- 26 avril : Joey Jordison, batteur américain du groupe Slipknot († 26 juillet 2021).
- 29 avril : Ziynet Sali, chanteuse nord-chypriote.
- 30 avril : Johnny Galecki, acteur américain.
- avril : Debora Kayembe, avocate écossaise, d'origine congolaise.

## Mai

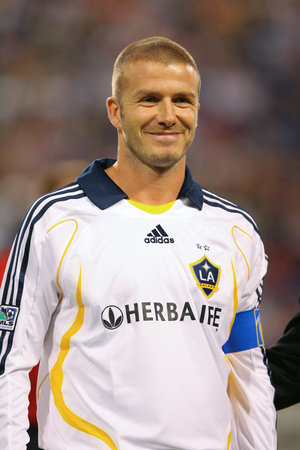
David Beckham, né le.

- 1er mai : Marc-Vivien Foé, footballeur camerounais († 26 juin 2003).
- 2 mai :
  - David Beckham, footballeur anglais.
  - Raphaèle Biston, compositrice française.
- 3 mai : Christina Hendricks, actrice et mannequin américaine.
- 5 mai : Cédric Tiberghien, pianiste français.
- 6 mai : Olivier Alleman, arbitre de l'émission Intervilles.
- 8 mai : Enrique Iglesias, chanteur espagnol.
- 11 mai : Ingela Lundbäck, pongiste handisport suédoise.
- 12 mai : Jonah Lomu, joueur de rugby à XV néo-zélandais († 18 novembre 2015).
- 14 mai : Daniel Zaïdani, homme politique français.
- 15 mai : Dorothy Metcalf-Lindenburger, astronaute américaine.
- 20 mai : Isaac Gálvez, coureur cycliste espagnol († 26 novembre 2006).
- 25 mai :
  - Claire Castillon, écrivain français.
  - Keiko Fujimori, femme politique péruvienne.
  - Aïssa Maïga, actrice française.
- 26 mai : Lauryn Hill, chanteuse américaine.
- 29 mai : Melanie Brown, chanteuse du groupe Spice Girls, danseuse, auteur-compositrice-interprète et actrice britannique.

## Juin

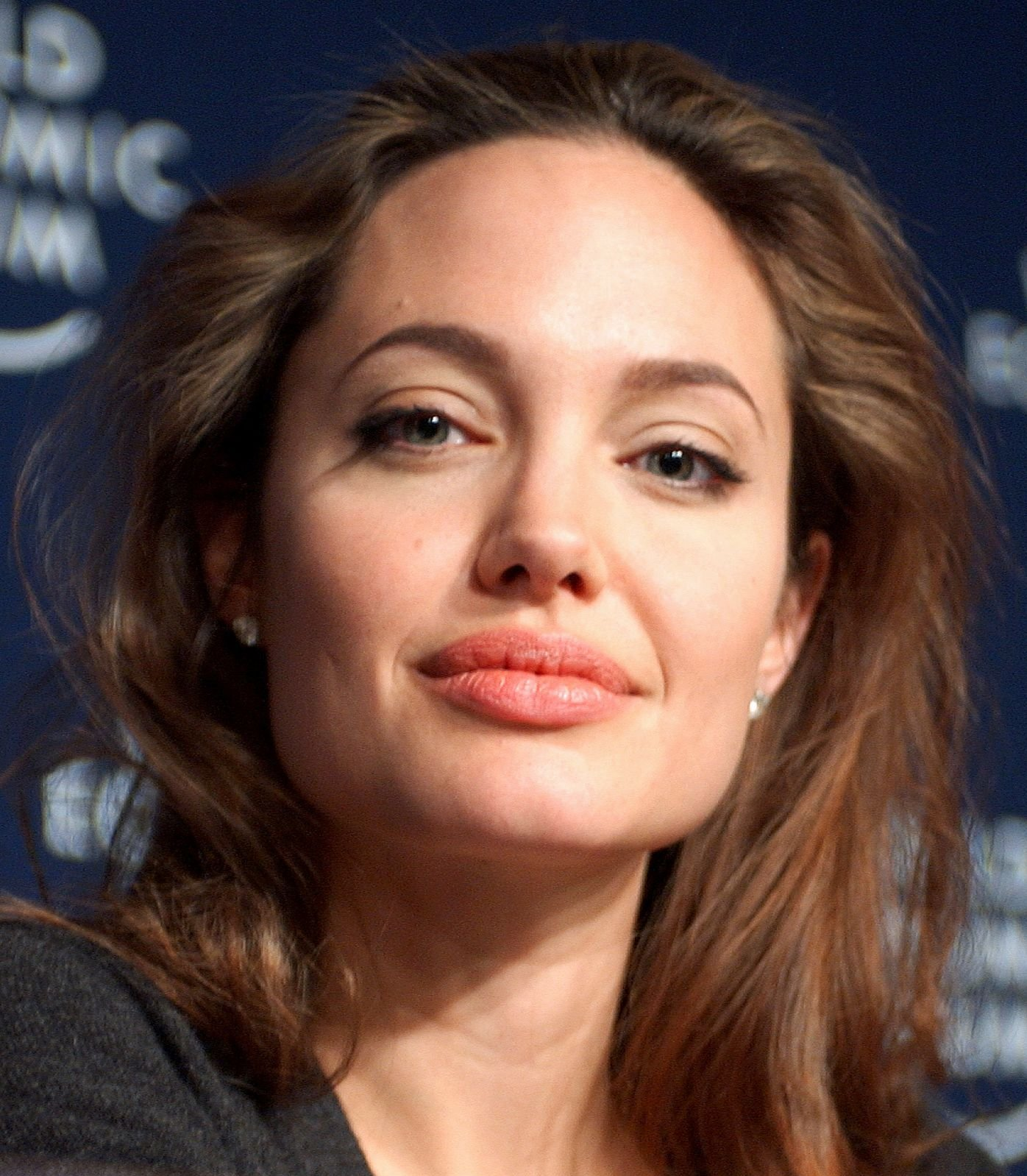
Angelina Jolie, née le.

- 1er juin : Ilse Warringa, actrice et doubleuse néerlandaise.
- 4 juin : Angelina Jolie, actrice américaine.
- 5 juin : Jang Hye-jin, actrice sud-coréenne.
- 6 juin : 
  - Stéphane Mondino, chanteur français.
  - He Cihong, nageuse chinoise.
- 7 juin : Allen Iverson, basketteur américain.
- 8 juin : Sarah Abitbol, patineuse française.
- 9 juin :
  - Stéphane Degout, artiste lyrique français 
    - Andrew Symonds, joueur de cricket australien († 14 mai 2022).
    - Oliver Tschanz, joueur suisse de hockey sur glace.
- 10 juin : Amale El Atrassi, autrice franco-marocaine.
- 12 juin : 
  - Michael Muhney, acteur américain.
  - Stephanie Szostak, actrice franco-américaine.
- 16 juin : Guillaume Veillet, journaliste musical français.
- 17 juin : 
  - Chloe Jones, actrice américaine († 4 juin 2005).
  - Darude, producteur et disc jockey finlandais.
- 18 juin :
  - Jamel Debbouze, acteur français.
  - Marie Gillain, actrice belge.
- 19 juin : Hugh Dancy, acteur britannique.
- 20 juin : Sabeen Mahmud, militante pakistanaise des droits de l'homme († 24 avril 2015).
- 21 juin : 
  - Luis Miguel Encabo, matador espagnol.
  - Cyril Étesse, comédien et humoriste français.
- 23 juin : KT Tunstall, chanteuse britannique.
- 25 juin : Michele Merkin, mannequin américaine.
- 26 juin : Florence Loiret Caille, actrice française.
- 27 juin : Tobey Maguire, acteur et producteur américain.

## Juillet
- 6 juillet : 50 Cent, rappeur américain.
- 7 juillet : Camille Sullivan, actrice canadienne.
- 8 juillet : Claire Keim, actrice et chanteuse française.
- 9 juillet : Rafik Smati, entrepreneur français.
- 10 juillet :
  - Ademola Okulaja, joueur allemand de basket-ball († 16 mai 2022).
  - Stefán Karl Stefánsson, acteur islandais († 21 août 2018).
- 11 juillet :
- Miguel Cardona, homme politique américain.
- Nadya Suleman, femme américaine ayant accouché d'octuplés.
- 12 juillet : Na. Muthukumar, poète, parolier et écrivain indien († 14 août 2016).
- 13 juillet : Jihad Qassab, joueur de football syrien († 30 septembre 2016).
- 14 juillet : Linda Drici, Enseignante Française.
- 15 juillet : Alexandre Chen, acteur américain.
- 17 juillet : 
  - Elena Anaya, actrice espagnole.
  - Cheb Azzeddine, chanteur de raï algérien († 6 février 2019).
  - Cécile de France, actrice belge.
- 18 juillet : 
  - Daron Malakian, guitariste de System of a Down.
  - M.I.A., rappeuse britannique.
- 19 juillet : 
  - Helmut Fritz, chanteur, auteur-compositeur-interprète, producteur et écrivain français.
  - Wax Tailor, musicien, producteur et manager français.
- 20 juillet : 
  - Aimee Mullins, athlète handisport, actrice et mannequin américaine.
  - Judy Greer, actrice et réalisatrice américaine.
  - Ray Allen, basketteur américain.
- 21 juillet : 
  - Claudia Franco, nageuse espagnole.
  - Marie Hardiman, nageuse britannique.
  - Augustin Legrand, comédien et militant humanitaire français.
  - Alfredo Rota, escrimeur italien.
  - Oleksandr Yurkov, athlète ukrainien.
- 24 juillet : Torrie Wilson, catcheuse à la division SmackDown à la WWE.
- 26 juillet : 
  - Eugene Fallah Kparkar, homme politique libérien († 10 novembre 2016).
  - Liz Truss, femme politique britannique, mandat le plus court d'un chef de gouvernement britannique du 6 septembre au 25 octobre 2022.
- 27 juillet : Taïg Khris, champion de roller agressif gréco-algérien.
- 28 juillet :
  - Anna Rita Tateo, femme politique italienne.
  - Leonor Watling, actrice et chanteuse espagnole.
- 29 juillet : Laetitia Pesenti, actrice française.
- 30 juillet : 
  - Tazin Ahmed, actrice et dramaturge bangladaise († 22 mai 2018).
  - Toinette Laquière, actrice française.
- 31 juillet : Kavinsky, musicien français.

## Août
- 3 août : Evika Siliņa, femme politique lettonne.
- 7 août : Charlize Theron, actrice, productrice et mannequin sud-africano-américaine.
- 10 août : Ludovic Franceschet, éboueur et vidéaste web français.
- 11 août : Suzu Chiba, nageuse japonaise.
- 13 août : Andrea Gibson, écrivain américain († 14 juillet 2025).
- 14 août : Zaina Kapepula, joueuse congolaise de handball.
- 17 août : « Saleri » (David Sánchez Jiménez), matador espagnol.
- 18 août :
  - Anne Barzin, femme politique belge de langue française.
  - Kaitlin Olson, actrice américaine.
  - Max Ngassa, réalisateur et scénariste camerounais.
  - Véronique Elling, soprano française.
- 19 août : Tracie Thoms, actrice, productrice et chanteuse américaine.
- 20 août : José Tomás (José Tomás Román Martín), matador espagnol.
- 24 août : James D'Arcy, acteur et réalisateur britannique.
- 28 août : Nino Khourtsidzé, joueuse d'échecs soviétique puis géorgienne († 22 avril 2018).
- 29 août : Dante Basco, acteur, réalisateur et producteur américain.

## Septembre
- 1er septembre : Natalie Bassingthwaighte, actrice et chanteuse australienne.
- 3 septembre : Stefan Kendal Gordy dit Redfoo, chanteur, danseur et  DJ américain, ancien membre de LMFAO.
- 7 septembre : Liu Hu, journaliste chinois.
- 8 septembre : Larenz Tate, acteur, réalisateur et producteur d'origine afro-américaine.
- 9 septembre : Michael Bublé, chanteur canadien.
- 10 septembre : Kyle Bornheimer, acteur américain.
- 11 septembre : 
  - Ali Marsel, footballeur algérien.
  - Geroy Simon, joueur américain de football canadien.
- 13 septembre : Patricia Spehar, reine de beauté et comédienne française.
- 15 septembre : Nadège Abomangoli, députée franco-congolaise.
- 16 septembre : 
  - Amy Price-Francis, actrice britannico-canadienne.
  - María José Zaldívar, femme politique chilienne.
- 20 septembre :
  - Asia Argento, actrice, réalisatrice, scénariste, productrice, mannequin, DJ et chanteuse italienne.
  - Juan Pablo Montoya, pilote automobile de Formule 1 colombien.
  - Marie-Sophie Lacarrau, journaliste et présentatrice de télévision française.
  - Moon Bloodgood, actrice américaine.
- 22 septembre : Mireille Enos, actrice américaine.
- 23 septembre : 
  - Kip Pardue, acteur et mannequin américain.
  - Jaime Bergman, actrice et ancienne playmate américaine.
- 26 septembre : Jake Paltrow, metteur en scène américain.
- 28 septembre : Nathalie Hugo, animatrice de télévision et actrice franco-belge.
- 29 septembre : Marie Cappart, historienne, généalogiste et auteure belgo-britannique.
- 30 septembre : 
  - Marion Cotillard, actrice française.
  - Georges-Alain Jones, chanteur et commentateur sportif français.

## Octobre
- 1er octobre : Ciarán McMenamin, acteur nord-irlandais.
- 3 octobre :
  - Tatsiana Stukalava, haltérophile biélorusse.
  - Alanna Ubach, actrice américaine.
- 5 octobre : 
  - Kate Winslet, actrice et productrice britannique.
  - Parminder Nagra, actrice britannique ayant des origines indiennes.
- 8 octobre : 
  - Tahmima Anam, romancière et journaliste britannique.
  - Tatiana Grigorieva, athlète australienne.
  - Lynda Mekzine, judokate algérienne.
  - Laetitia Pujol, danseuse étoile française.
  - Tore Vikingstad, joueur de hockey sur glace norvégien.
- 12 octobre : Marion Jones, athlète américaine.
- 15 octobre : Denys Chmyhal, homme politique ukrainien, premier ministre d'Ukraine de 2020 à 2025.
- 16 octobre : 
  - Christophe Maé, chanteur français.
  - Kellie Martin, actrice, productrice et réalisatrice américaine.
- 17 octobre :
  - Francis Bouillon, joueur de hockey sur glace.
  - Rodolfo Camacho, coureur cycliste vénézuélien († 7 août 2016).
- 18 octobre : Deso Dogg, rappeur et djihadiste allemand († 17 janvier 2018).
- 20 octobre : Federica Angeli, journaliste italienne.
- 22 octobre : 
  - Stive Vermaut, coureur cycliste belge († 30 juin 2004).
  - Patrick McHenry, représentant des États-Unis pour la Caroline du Nord depuis 2005.
- 27 octobre : 
  - Lorànt Deutsch, acteur et écrivain français.
  - Zadie Smith, écrivaine britannique.
- 30 octobre : 
  - Maria Thayer, actrice américaine.
  - Michael Tiddes, réalisateur et producteur américain.
- 31 octobre : 
  - Anat Cohen (en hébreu : ענת כהן), clarinettiste et saxophoniste de jazz, et cheffe d'orchestre israélienne.
  - Johnny Whitworth, acteur américain.

## Novembre
- 1er novembre : 
  - Kaltoum Boufangacha, actrice néerlandaise.
  - Manuel Ferrara, acteur et réalisateur pornographique français.
- 2 novembre : Luc Arbogast, chanteur médiéval.
- 3 novembre : Alexander De Croo, homme d'État belge.
- 4 novembre : Justine Waddell, actrice sud-africano-britannique.
- 7 novembre : Raphael, chanteur et compositeur français.
- 11 novembre : Gregory Reid Wiseman, astronaute américain.
- 13 novembre : Aisha Hinds, actrice américaine.
- 14 novembre : Travis Barker, batteur américain des groupes Blink-182 et +44.
- 15 novembre : Jose Manuel Pinto, footballeur espagnol (FC Barcelone).
- 22 novembre : 
  - James Madio, acteur américain.
  - Aiko, chanteuse japonaise.
  - Yūsaku Maezawa, homme d'affaires japonais.
- 25 novembre : 
  - Jimmi Simpson, acteur américain.
  - Kristian Nairn, acteur et disc jockey britannique.
- 26 novembre : DJ Khaled, disc jockey, rappeur et producteur américain.
- 27 novembre : Houari Benmoussa Harrat, footballeur algérien.
- 28 novembre : 
  - Saengaroon Boonyoo, chanteuse thaïlandaise.
  - Sunny Mabrey, actrice américaine.

## Décembre

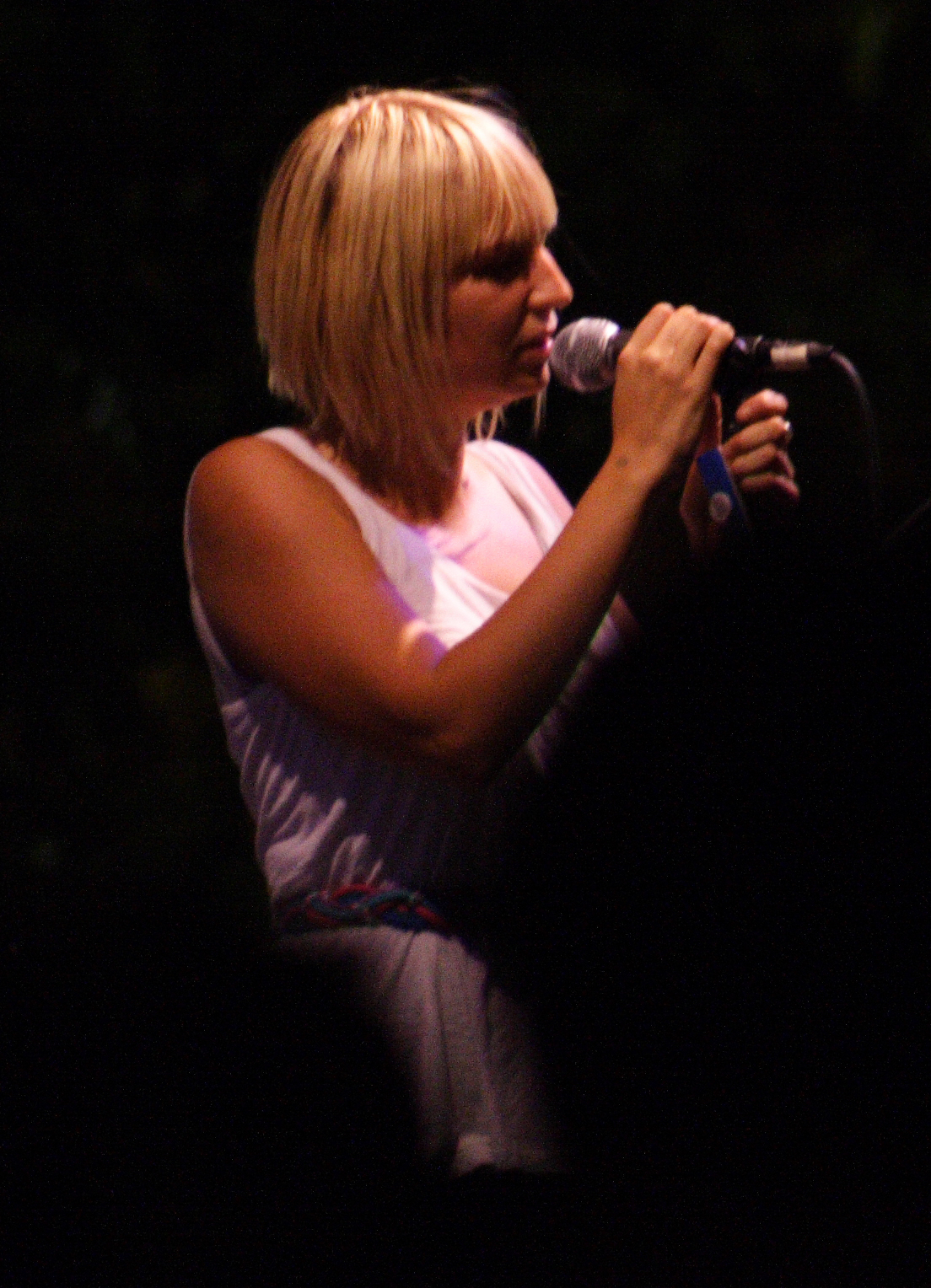
Sia Furler, née le.

- 2 décembre : Adel Kachermi, acteur et chanteur français.
- 5 décembre : 
  - Krisztina Dávid, tireuse sportive hongroise.
  - Ronnie O'Sullivan, joueur de snooker anglais.
- 6 décembre : Mia Love, personnalité politique américaine († 23 mars 2025).
- 12 décembre : Mayim Bialik, actrice américano-polonaise.
- 13 décembre :
  - Tom DeLonge, chanteur et guitariste américain du groupe Blink-182.
  - Kor Sarr, footballeur devenu entraîneur sénégalais († 18 décembre 2019).
- 16 décembre : Frédérique Jossinet, judokate française.
- 17 décembre : Milla Jovovich, actrice et chanteuse américaine d'origine russo-serbe.
- 18 décembre : 
  - Sia, auteure-compositrice-interprète australienne.
  - Masaki Sumitani, comédien et catcheur japonais.
- 19 décembre : 
  - Brandon Sanderson, écrivain américain.
  - Nicolas Bergeron, mathématicien français († 15 février 2024).
- 21 décembre : Charles Michel, fonctionnaire belge et président du Conseil européen depuis 2019.
- 22 décembre : 
  - Takuya Onishi, spationaute japonais.
  - Manu Payet, humoriste, acteur, réalisateur, scénariste, animateur de télévision et radio français.
- 23 décembre : Mathias Durand-Reynaldo, artiste plasticien et homme politique français.
- 27 décembre : Heather O'Rourke, actrice américaine († 1er février 1988).
- 29 décembre :
  - Teresa Perales, nageuse handisport et femme politique espagnole.
  - Sławomir Pstrong, réalisateur et scénariste polonais († 23 décembre 2015).
  - Shawn Hatosy, acteur américain.
- 30 décembre : Tiger Woods, golfeur américain.

## Date précise inconnue ou non renseignée
- Mohamed Hamdan Dogolo, officier soudanais.
- Seema Mohan Gavit, tueuse en série indienne.
- Viliami Hingano, homme politique tongien († 10 juin 2022).
- Stacy Jupiter, océanographe fidjienne.
- Shehan Karunatilaka, écrivain sri-lankais.
- Kim Yi-seol, écrivaine sud-coréenne.
- Dominic Ongwen, rebelle ougandais.
- Thomas Pletzinger, écrivain et traducteur allemand.
- Rosa Reuten, actrice néerlandaise.
- Katia Zanier, chercheuse en biochimie française.
- Brice Oligui Nguema, général gabonais, chef d'État du Gabon depuis 2023.